# Pitcairnia costata
Pitcairnia costata är en gräsväxtart som beskrevs av Lyman Bradford Smith. Pitcairnia costata ingår i släktet Pitcairnia och familjen Bromeliaceae. Inga underarter finns listade i Catalogue of Life.